# Elizabeth Anne Shaw
Elizabeth Anne Shaw ( * 1934 -) es una botánica estadounidense.
Es investigadora taxónoma en el Arnold Arboretum, de la Universidad de Harvard.

## Algunas publicaciones
- Rollins, R.C.; E.A. Shaw. 1973. The Genus Lesquerella (Cruciferae) in North America. Harvard University Press. 300 pp. ISBN 0-674-34775-7
- Wood, C.E.; E.A. Shaw. 1974. A Student's Atlas of Flowering Plants: Some Dicotyledons of Eastern North America. Harpercollins. 120 pp. ISBN 0-06-047207-3
- Shaw, E.A. 1982. Augustus Fendler's collection list: New Mexico, 1846-1847 (Contributions of the Gray Herbarium / Harvard University). Gray Herbarium of Harvard Univ. 114 pp.

- Shaw, E.A. 1987. Charles Wright on the Boundary 1849-1852 or Plantae Wrightianae Revisited. Mecklermedia. 44 pp. ISBN 0-88736-088-2
- Shaw, E.A. 1992. Plants of the new world: The first 150 years : an exhibition of some books which made known the new world to Europe. Harvard College Library. 81 pp. ISBN 0-914630-10-5

- La abreviatura «E.A.Shaw» se emplea para indicar a Elizabeth Anne Shaw como autoridad en la descripción y clasificación científica de los vegetales.[1]

A julio de 2008 se poseen 94 registros IPNI de sus reconocimientos y nombramientos de nuevas spp., publicando habitualmente en : Trans. Roy. Soc. S. Austral.; Contr. Gray Herb.; Gen. Lesquerella; Rhodora; J. Arnold Arbor.